# Công nhận các cặp cùng giới ở Việt Nam
Việt Nam không công nhận hôn nhân cùng giới, kết hợp dân sự, chung sống có đăng ký hay bất kỳ hình thức tương tự nào khác cho các cặp đôi cùng giới. Hiến pháp Việt Nam 2013 đã quy định rõ nguyên tắc hôn nhân phải dựa trên chế độ "một vợ một chồng". Điều này cũng được khẳng định cụ thể trong Luật Hôn nhân và Gia đình 2014 tại khoản 2, Điều 8 với nội dung: "Nhà nước không thừa nhận hôn nhân giữa những người cùng giới tính". Tuy nhiên, về mặt hình thức, việc tổ chức đám cưới giữa các cặp đôi cùng giới tại Việt Nam vẫn được cho phép. Trong trường hợp có xảy ra tranh chấp hoặc mâu thuẫn giữa các cùng giới thì sẽ được giải quyết theo Bộ luật Dân sự của Việt Nam. Trước đó, trong giai đoạn từ năm 2001 đến năm 2014, chính phủ Việt Nam cấm kết hôn cùng giới, nhưng việc chung sống cũng như tổ chức đám cưới của các cặp đôi cùng giới vẫn được diễn ra mặc dù đã có nhiều trường hợp bị xử phạt hoặc cản trở tổ chức.
Những năm đầu thập niên 2010, nhiều chiến dịch vận động cho việc hợp pháp hóa hôn nhân cùng giới đã được tổ chức công khai tại Việt Nam như Chiến dịch Tôi Đồng Ý, VietPride, Viện nghiên cứu Xã hội, Kinh tế và Môi trường Việt Nam...  nhận được sự ủng hộ từ Bộ Y tế và Bộ Tư pháp. Tuy nhiên, vẫn có nhiều tranh cãi xoay quanh vấn đề này vì lý do không phù hợp với phong tục tập quán Việt Nam hay làm "xói mòn các giá trị truyền thống". Những quan điểm phản đối mạnh mẽ này được đưa ra bởi Hội Liên hiệp Phụ nữ Việt Nam, Ủy ban nhân dân Thành phố Hồ Chí Minh, Ủy ban nhân dân thành phố Hà Nội...
Sau năm 2020, các cuộc vận động kêu gọi hợp pháp hóa hôn nhân cùng giới tại Việt Nam vẫn tiếp tục diễn ra. Trong bối cảnh đó, nhiều cuộc khảo sát công luận đã được thực hiện bởi các tổ chức như Viện Xã hội học Việt Nam, Hiệp hội Đồng tính, Song tính, Chuyển giới và Liên giới tính Quốc tế, Trung tâm Nghiên cứu Pew nhằm thăm dò quan điểm của công chúng Việt Nam về vấn đề này.

## Lịch sử

### Giai đoạn trước năm 2000
Việc xác định bản thân là người đồng tính hoặc các hành vi đồng tính chưa từng bị coi là bất hợp pháp trong lịch sử Việt Nam. Điển hình như năm 1476, sử sách đã có ghi chép lại một vụ án liên quan đến hai người phụ nữ có quan hệ đồng tính, tuy nhiên, mối quan hệ này không bị lên án hay xem là tệ nạn xã hội. Mặc dù hệ thống pháp luật Việt Nam thường được cho là chịu ảnh hưởng từ Trung Quốc, nhưng khi nhà Thanh bắt đầu xử phạt hành vi quan hệ tình dục cùng giới vào năm 1740 – lần đầu tiên trong lịch sử Trung Quốc xử phạt hành vi này – thì trong bộ luật của nhà Nguyễn sau đó không hề có quy định nào xử phạt hành vi này. Một số tài liệu cũng đã cho rằng vua Khải Định mặc dù có đến 12 người vợ nhưng lại có xu hướng thích người cùng giới. Vì không có hứng thú với phụ nữ nên ông thường bị nói là vô sinh.
Đến khi Pháp xâm lược Việt Nam, cuộc thảo luận đầu tiên về người đồng tính ở Việt Nam được cho là bắt nguồn từ các tài liệu phương Tây khi thực dân Pháp ghi chép về các vùng đất thuộc địa và đã mô tả các hoạt động đồng tính này là do kế thừa từ văn hóa Trung Quốc. Đến giai đoạn chiến tranh Việt Nam, ở khu vực miền Nam Việt Nam do chính phủ Việt Nam Cộng hòa kiểm soát, Dân luật 1972 cũng không đề cập đến vấn đề hôn nhân cùng giới. Tuy nhiên, theo tài liệu "Transsexualism in Vietnam" thì hoạt động đồng tính lúc này bị xem là không được chấp nhận và bị kết tội, nhưng trên thực tế, cộng đồng người đồng tính ở Sài Gòn vẫn thường xuyên tụ họp ở các nhà hàng sang trọng. Trong khi đó, ở miền Bắc do chính phủ Việt Nam Dân chủ Cộng hòa kiểm soát, cả Sắc lệnh số 97/SL của Chủ tịch Hồ Chí Minh và Luật Hôn nhân và Gia đình năm 1959 của nước này cũng không đề cập cụ thể đến việc kết hôn giữa những người cùng giới. Cả hai miền đã đều tồn tại vấn đề đồng tính, tuy nhiên, ở Bắc Kỳ lại ít được ghi chép hơn.
Sau khi Việt Nam thống nhất, Luật Hôn nhân và Gia đình 1959 đã được được áp dụng trên cả nước. Chính quyền mới đã kiểm soát tính dục bằng cách đề cao chủ nghĩa anh hùng, kêu gọi từ bỏ tình cảm cá nhân vì lợi ích tập thể. Quan hệ trước hoặc ngoài hôn nhân bị xem là trái pháp luật và suy đồi. Đến năm 1986, Việt Nam ban hành Luật Hôn nhân và Gia đình mới, song các vấn đề liên quan đến hôn nhân cùng giới vẫn chưa được đề cập. Trong giai đoạn này, Việt Nam bắt đầu chương trình cải cách kinh tế Đổi Mới, nhiều tổ chức phi chính phủ đã đến Việt Nam để "xóa bỏ cảm giác tội lỗi của họ về chiến tranh và sửa chữa những sai lầm", đã mang theo các quan điểm về xã hội dân sự và bình đẳng giới. Ngay sau đó, chính phủ Việt Nam cho rằng những ảnh hưởng toàn cầu này, đặc biệt từ phương Tây, đã làm suy giảm giá trị đạo đức truyền thống, viện dẫn ca nhiễm HIV đầu tiên tại TP.HCM năm 1990 như một minh chứng.
Sau Đổi Mới, mô hình hôn nhân cũng bắt đầu cởi mở, vượt ra các khuôn mẫu hôn nhân truyền thống khi giới trẻ có quyền tự do lựa chọn bạn đời, tình dục trước hôn nhân, sống thử, làm cha mẹ đơn thân và quan hệ cùng giới. Trước vấn đề này, chính phủ đã đưa ra các diễn ngôn ca ngợi phụ nữ là yếu tố then chốt giúp duy trì hạnh phúc gia đình. Ngược lại, các mô hình gia đình và thực hành phi dị tính đã bị xem là hành vi không thể chấp nhận, không phù hợp với hình mẫu và do đó bị kỳ thị. Trong giai đoạn 1997–1998, nhiều địa phương ở phía Nam của Việt Nam đã xuất hiện việc công khai tổ chức đám cưới của các cặp đôi cùng giới. Một số cặp đôi thậm chí còn bị ép buộc ký cam kết không được chung sống với nhau. Có cặp đôi đã xin giấy đăng ký kết hôn nhưng bị chính quyền địa phương từ chối. Đến tháng 6 năm 1998, vấn đề kết hôn cùng giới được trình ra Quốc hội và Việt Nam chính thức cấm kết hôn cùng giới. Sang năm 2000, khi Luật Hôn nhân và Gia đình mới được thông qua, việc cấm kết hôn giữa những người cùng giới tính tiếp tục được duy trì.

### Giai đoạn bị cấm
Sau khi luật Hôn nhân và Gia đình 2000 được thông qua tại kỳ họp thứ 7 của Quốc hội Việt Nam khóa X và có hiệu lực từ ngày 1 tháng 1 năm 2001, Việt Nam chính thức cấm kết hôn giữa những người cùng giới tính. Hành vi kết hôn này có thể bị xử phạt hành chính từ 100.000 đến 500.000 đồng. Chỉ một năm sau, Bộ Lao động – Thương binh và Xã hội đã liệt kê "đồng tính luyến ái" là một trong những "tệ nạn xã hội". Ngoài ra, trong luật Bình đẳng giới 2006, vấn đề bình đẳng chỉ áp dụng cho nam và nữ, không bao gồm những người phi dị giới. Trong giai đoạn này, một số đám cưới của các cặp đôi cùng giới khi tổ chức đã bị chính quyền cản trở hoặc xử phạt hành chính. Thậm chí, một số thông tin cho rằng các cặp đôi cùng giới sau khi tổ chức đám cưới còn bị trục xuất khỏi quê hương. Việc ngăn cấm đã khiến nhiều người đồng tính phải che giấu xu hướng tính dục của mình, không dám tổ chức đám cưới cùng giới do quan ngại về việc vi phạm pháp luật. Theo một khảo sát của iSEE vào năm 2012, nhiều người đồng tính nam đã phải kết hôn giả với người dị tính do áp lực từ gia đình và xã hội. Thậm chí, khi phát hiện con mình có tình cảm với người cùng giới, nhiều bậc phụ huynh đã đưa con đi khám bệnh, tìm đến thầy cúng hay cưỡng ép kết hôn với người dị tính để "chữa bệnh đồng tính".
Từ đầu những năm 2000, truyền thông và ngành giải trí Việt Nam bị cho là đã góp phần củng cố định kiến với người LGBT qua các hình ảnh tiêu cực và giễu cợt. Nghiên cứu của iSEE và Khoa Xã hội học – Học viện Báo chí và Tuyên truyền cho thấy nhiều nhà báo sử dụng ngôn ngữ định kiến, mô tả đồng tính như hành vi lệch lạc, gây nghiện, gắn liền với lối sống khoái lạc, buông thả và nguy hiểm. Truyền thông thường giật tít liên hệ đồng tính với việc quan hệ bừa bãi, mại dâm hay thậm chí là giết người. Những định kiến này phần nào đã khiến họ e ngại công khai bản dạng giới và xu hướng tính dục vì sợ bị gắn với hình ảnh tiêu cực. Ngoài ra, trong giai đoạn từ năm 1992 đến 2005 khi số ca nhiễm HIV ở Việt Nam tăng mạnh, chính phủ đã tập trung duy nhất vào nhóm nam thanh niên sử dụng ma túy, trong khi lại bỏ qua nhóm nam có quan hệ tình dục với nam. Định kiến và kỳ thị đã khiến họ phải sống kín đáo và làm lan rộng dịch bệnh. Không chỉ vậy, việc xem nhóm này là "tệ nạn xã hội" phần nào cũng khiến HIV bị gắn liền với suy nghĩ là do "suy đồi đạo đức" hơn là thiếu kiến thức về phòng ngừa. Từ đây, họ bị gắn liền với dịch bệnh và định kiến nhiều hơn nữa. Mãi đến năm 2006, Quốc hội Việt Nam mới chính thức xếp họ vào nhóm nguy cơ cao cần được ưu tiên hỗ trợ.
Một số "chợ tình" cho người đồng tính đã hình thành từ giai đoạn này. Đăng tải trên báo Công an nhân dân, thì các thành phần tại "chợ" này bao gồm nhiều tầng lớp khác nhau từ công chức, sinh viên, lao động tự do... và thậm chí là đã có vợ. Đồng thời, tờ báo cũng nhận định "càng có vị trí xã hội" thì họ càng phải "giấu đi thân phận của mình". Cho đến trước khi bãi bỏ lệnh cấm, khoảng một phần ba người đồng tính Việt Nam đã phải "sống kín". Phần lớn người đồng tính thường che giấu xu hướng tính dục của mình do lo ngại phụ huynh buồn và phản ứng tiêu cực từ những người xung quanh. Trong nghiên cứu thực hiện từ 2009 đến 2012 của iSEE đã có những ý kiến cho rằng đồng tính là bệnh và là thói xấu có thể lây lan, hay quan điểm họ như vậy là vì thiếu sự chăm sóc, yêu thương và dạy dỗ từ phụ huynh. Thậm chí, 48% còn cho rằng LGBT có khả năng "chữa trị". Tổ chức CARE International cũng chỉ ra rằng định kiến và phân biệt đối xử cũng đã làm gia tăng sự nghèo đói của nhóm người này.
Tuy nhiên, từ nửa cuối thập niên 2000, một số tờ báo tại Việt Nam đã bắt đầu đăng tải những thông tin phản đối sự phân biệt đối xử đối với người đồng tính và kêu gọi pháp luật bảo vệ quyền lợi của họ trên các mặt báo lớn như Tuổi Trẻ, Thanh Niên, VnExpress, Sài Gòn Tiếp Thị, Công an nhân dân, Tiền Phong... hay thậm chí là những kênh thuộc Đài Truyền hình Việt Nam như VTV3, VTV1, VTV4 và VTV6. Năm 2007, Viện nghiên cứu Xã hội, Kinh tế và Môi trường Việt Nam (iSEE) được thành lập bởi nhà hoạt động Lê Quang Bình, với trọng tâm nghiên cứu về các nhóm dân tộc thiểu số và cộng đồng LGBT. Một năm sau khi thành lập, Viện này đã cho ra đời Nhóm Kết nối và Chia sẻ Thông tin (ICS) nhằm vận động cho quyền LGBT tại Việt Nam. Tổ chức này sau đó đã được nâng cấp và trở thành Trung tâm ICS. Trung tâm này sau đó cũng đã tổ chức các buổi hội đàm ở khắp 30 trường đại học, câu lạc bộ, những nhóm thanh niên. Các tổ chức khác liên quan đến cộng đồng LGBT như Hội phụ huynh và người thân của LGBT Việt Nam (PFLAG Vietnam) cũng được thành lập. Đến năm 2011, cuộc hội thảo đầu tiên về quyền của người đồng tính đã được tổ chức tại Việt Nam với chủ đề "Thúc đẩy và bảo vệ Quyền của cộng đồng LGBT" và được đăng tải công khai trên báo Đảng Cộng sản Việt Nam. Số lượng người dị tính ủng hộ cho cộng đồng này được cho là đã gia tăng.

### Nỗ lực hợp pháp hóa

#### Thập niên 2010
Năm 2012 đánh dấu lần đầu tiên VietPride, một ngày hội tự hào của cộng đồng LGBT, được tổ chức công khai tại Việt Nam. Cùng năm, một đám cưới đồng tính nữ ở Cà Mau và một đám cưới đồng tính nam ở Kiên Giang đã trở thành chủ đề gây tranh cãi sau khi bị chính quyền địa phương cản trở và xử phạt hành chính vì tổ chức đám cưới. Trước tình hình này, vào tháng 5, Bộ Tư pháp Việt Nam đã ban hành công văn 3460/BTP–PLDSKT nhằm thu thập ý kiến về việc sửa đổi Luật Hôn nhân và Gia đình 2000, bao gồm cả vấn đề kết hôn và chung sống giữa những người cùng giới tính, trước kỳ họp Quốc hội khóa XIII. Một cuộc hội thảo đề cập đến vấn đề này với chủ đề "Nhận diện những bất cập trong Luật Hôn nhân và Gia đình năm 2000 từ góc nhìn thực tiễn" đã được tổ chức sau đó. Bộ Y tế Việt Nam, Viện Nghiên cứu thanh niên thuộc Trung ương Đoàn Thanh niên Cộng sản Hồ Chí Minh và Ủy ban nhân nhân một số tỉnh cũng đề xuất việc bổ sung hôn nhân cùng giới vào Luật Hôn nhân và Gia đình nhằm cho phép kết hôn, đảm bảo hôn nhân và gia đình của các cặp đôi này theo quy định của pháp luật, đồng thời không được can thiệp vào cuộc sống vợ chồng của người đồng tính. Trong khi đó, ngoài việc kêu gọi dỡ bỏ lệnh cấm đối với hôn nhân cùng giới, Viện kiểm sát nhân dân tối cao, Bộ Lao động – Thương binh và Xã hội và Ủy ban nhân dân một số tỉnh đã đề xuất bổ sung thêm các quy định để giải quyết những vấn đề pháp lý phát sinh từ việc chung sống của các cặp đôi cùng giới. Trái lại, Ủy ban nhân dân thành phố Hà Nội, Ủy ban nhân dân Thành phố Hồ Chí Minh, Hội Liên hiệp Phụ nữ Việt Nam... lại đề xuất không nên thừa nhận hôn nhân cùng giới, với lý do rằng Việt Nam chưa xác định được số lượng người đồng tính và việc chấp nhận hôn nhân cùng giới có thể không phù hợp với phong tục tập quán Việt Nam, đồng thời có nguy cơ làm "xói mòn các giá trị truyền thống". Đại diện Hội Liên hiệp Phụ nữ Việt Nam còn nhấn mạnh rằng việc kết hôn là phải "giải quyết nhu cầu sinh lý và nòi giống", do đó không cần thiết phải thay đổi luật.
Trước khi sửa đổi Luật Hôn nhân và Gia đình 2014, Thủ tướng Nguyễn Tấn Dũng đã gọi vấn đề hôn nhân cùng giới là một "thực tế xã hội" và "vấn đề toàn cầu", đồng thời cho rằng cần đưa vấn đề này vào Luật Hôn nhân và Gia đình để thảo luận. Tuy nhiên, Chủ nhiệm Ủy ban Dân tộc Giàng Seo Phử lại phản đối việc này vì cho rằng nó "chưa phù hợp với truyền thống". Ông khẳng định, dù có công nhận thì ông vẫn cảm thấy "gờn gợn", nhưng vẫn nhấn mạnh rằng cần đảm bảo quyền lợi cho họ. Ngoài ra, Nguyễn Minh Thuyết – Nguyên Phó Chủ nhiệm Ủy ban Văn hóa, Giáo dục, Thanh niên, Thiếu niên và Nhi đồng cũng cho rằng "tình cảm" và "tâm lý" mới chính là những cản trở lớn nhất trong công cuộc hợp pháp hóa hôn nhân cùng giới tại Việt Nam, chứ không phải do quy định của pháp luật. Ông cũng nói thêm việc hợp pháp hóa hôn nhân cùng giới sẽ chỉ "được" chứ không mất gì. Đến tháng 7 năm 2013, Vụ trưởng Vụ Pháp luật dân sự – kinh tế thuộc Bộ Tư pháp Dương Đăng Huệ đã đề xuất bãi bỏ quy định cấm kết hôn giữa những người cùng giới tính trong Luật Hôn nhân và Gia đình 2000. Tuy nhiên, sẽ có thêm quy định về việc "Nhà nước không thừa nhận việc kết hôn giữa những người cùng giới tính". Ông cho rằng việc thay đổi này "đã là sự thay đổi thái độ của Nhà nước". Vào ngày 24 tháng 9 năm 2013, Nghị định 110/2013/NĐ–CP chính thức được ban hành và bãi bỏ quy định xử phạt đối với việc tổ chức đám cưới cùng giới tại Việt Nam. Nghị định có hiệu lực từ ngày 12 tháng 11 cùng năm. Trong trường hợp chính quyền địa phương can thiệp hoặc cản trở đám cưới, người dân được phép sử dụng Nghị định để bảo vệ lợi ích hợp pháp của mình.

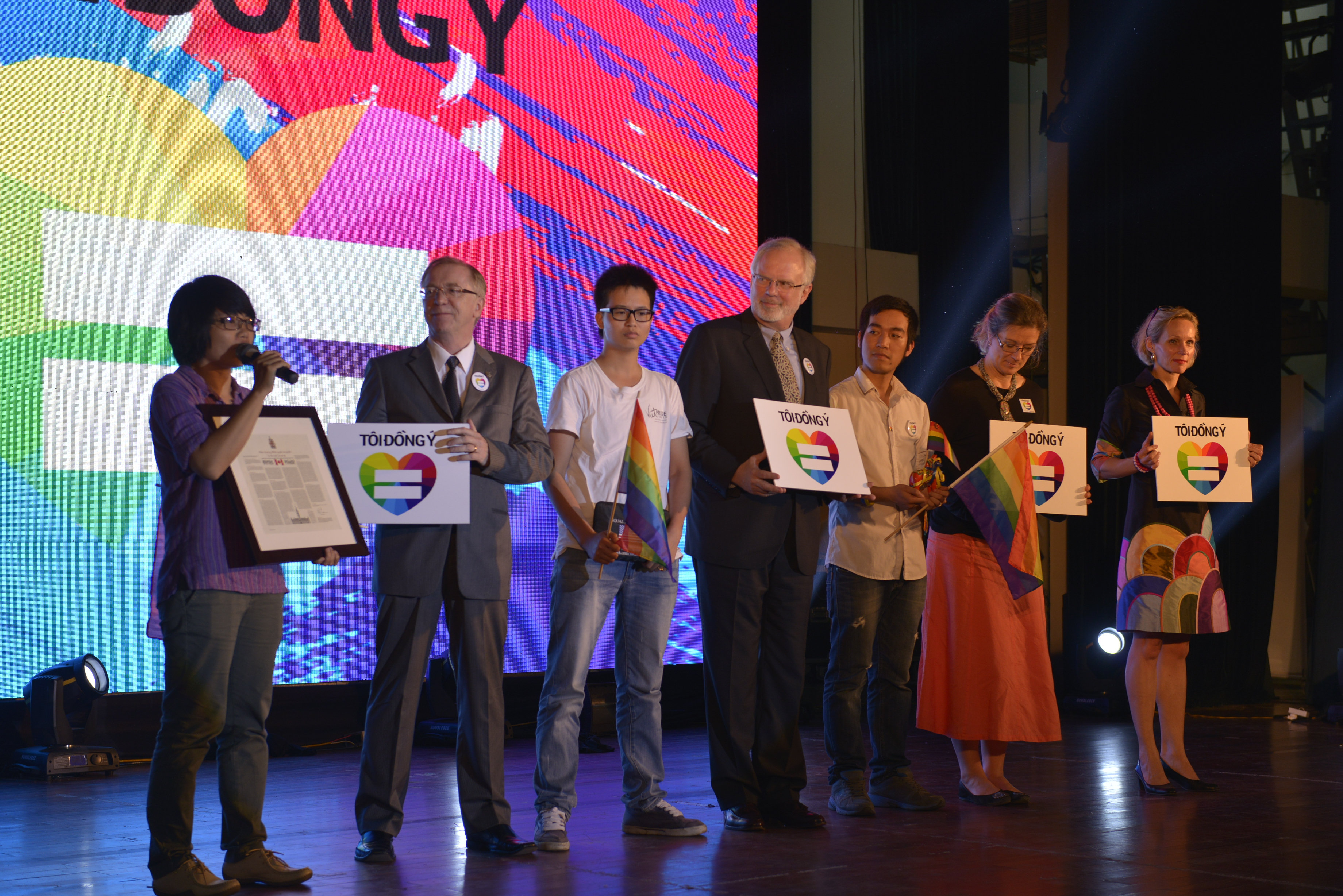
Đại sứ Hoa Kỳ David B. Shear cầm biểu ngữ ủng hộ trong Chiến dịch Tôi Đồng Ý.

Vào tháng 11 năm 2013, Việt Nam đã thông qua Hiến pháp mới, trong đó Điều 64 của Hiến pháp 1992 được thay thế bằng Điều 36 của Hiến pháp 2003 với quy định về hôn nhân được đổi mới như sau: "Nam, nữ có quyền kết hôn, ly hôn. Hôn nhân theo nguyên tắc tự nguyện, tiến bộ, một vợ một chồng, vợ chồng bình đẳng, tôn trọng lẫn nhau". Trước khoảng thời gian này, một chiến dịch vận động xã hội kêu gọi ủng hộ hôn nhân cùng giới mang tên Tôi Đồng Ý đã được tổ chức từ ngày 13 đến ngày 27 tháng 10 năm 2013. Chiến dịch này diễn ra công khai tại Hà Nội với sự tham gia của nữ ca sĩ Thu Minh, cô là nghệ sĩ đầu tiên công khai ủng hộ chiến dịch vận động xã hội. Chiến dịch đã thu hút được 47.000 chữ ký điện tử, kêu gọi Quốc hội Việt Nam hợp pháp hóa hôn nhân cùng giới. Vào đầu năm 2014, khi Dự luật Hôn nhân và gia đình được đưa ra bàn luận ở Ủy ban thường vụ Quốc hội, đã có đề xuất loại bỏ Điều 16 về việc giải quyết hậu quả của việc chung sống giữa các cặp đôi cùng giới, đồng thời chuyển hướng bổ sung khoản 2, Điều 8 về việc "Nhà nước không thừa nhận hôn nhân giữa những người cùng giới tính". Cũng trong thời gian này, Quốc hội đã có đề xuất về việc cho phép kết hợp dân sự giữa các cặp đôi cùng giới.

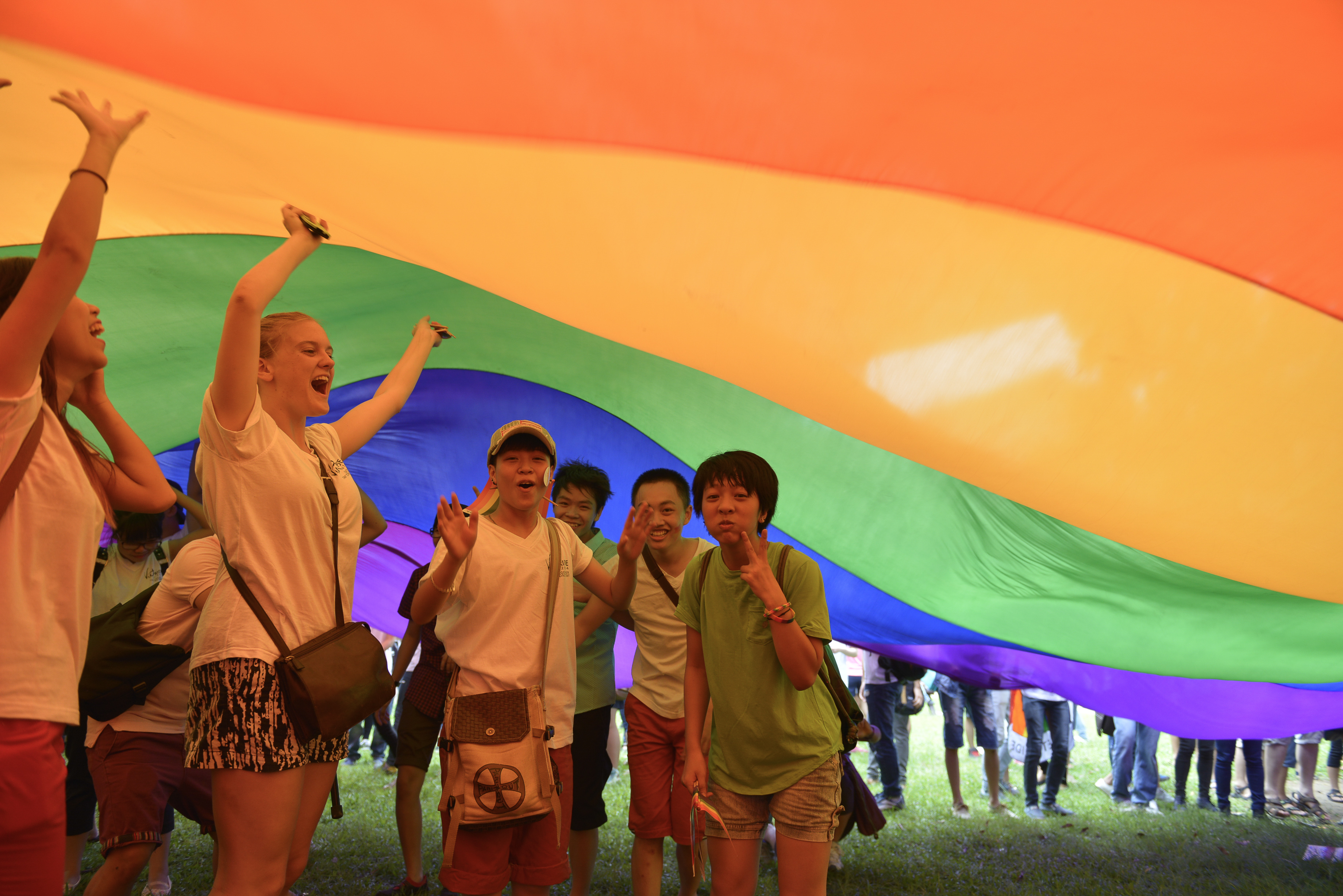
Một trong các chiến dịch vận động quyền LGBT tại Việt Nam diễn ra tại Hà Nội năm 2014.

Đến tháng 5 năm 2014, Ủy ban thường vụ Quốc hội đã chính thức trình Quốc hội Việt Nam khóa XIII về Dự thảo luật Hôn nhân và Gia đình, trong đó không công nhận hôn nhân cùng giới. Lệnh cấm trước đây được bãi bỏ và thay thế bằng quy định "Nhà nước không thừa nhận kết hôn giữa những người cùng giới tính". Sau khi Dự thảo luật được trình lên Quốc hội, iSEE đã yêu cầu chính phủ Việt Nam khôi phục Điều 16 của dự luật ban đầu, quy định rằng "Quyền và nghĩa vụ đối với con cái, tài sản, nghĩa vụ và hợp đồng của các bên trong mối quan hệ chung sống của các cặp cùng giới sẽ được giải quyết theo thỏa thuận của các bên; nếu không có thỏa thuận, sẽ được giải quyết theo các quy định của Bộ luật Dân sự và các luật liên quan khác". Đồng thời, tổ chức này cũng xem việc không công nhận hôn nhân cùng giới là trái với Hiến pháp mới của Việt Nam, quy định "mọi người đều bình đẳng trước pháp luật. Không ai bị phân biệt đối xử trong đời sống chính trị, dân sự, kinh tế, văn hóa, xã hội".
Trước đó, trong phiên họp thứ 25 của Hội đồng nhân quyền Liên Hợp Quốc vào ngày 24 tháng 3 năm 2014, Việt Nam đã bỏ phiếu ủng hộ việc "kêu gọi cộng đồng quốc tế tích cực bảo vệ quyền của nhóm người đồng tính, song tính và chuyển giới". Vào ngày 19 tháng 6 năm 2014, Luật Hôn nhân và Gia đình mới chính thức được thông qua trong kỳ họp thứ 7, và có hiệu lực từ ngày 1 tháng 1 năm 2015. Đồng nghĩa với việc hôn nhân cùng giới không còn bị cấm nhưng cũng không được hợp pháp hóa tại Việt Nam. Song, về mặt hình thức, việc tổ chức đám cưới cùng giới được Nhà nước cho phép. Trong phiên Kiểm điểm Định kỳ Phổ quát lần thứ 3 của Hội đồng Nhân quyền Liên Hợp Quốc đối với Việt Nam diễn ra vào ngày 22 tháng 1 năm 2019, Iceland, Hà Lan và Canada đề xuất Việt Nam hợp pháp hóa hôn nhân cùng giới. Tuy nhiên, đến ngày 4 tháng 7, Việt Nam đã "ghi nhận" (từ chối) các đề xuất này.
Trong khoảng thời gian này, ngày hội tự hào vẫn được tổ chức thường niên tại Việt Nam không chỉ ở Hà Nội – nơi đầu tiên tổ chức ngày hội tự hào – mà còn lan rộng ra 36 tỉnh, thành khác ở Việt Nam bao gồm Thành phố Hồ Chí Minh nhằm thúc đẩy quyền LGBT, trong đó có việc hợp pháp hóa hôn nhân cùng giới. Theo Chương trình Phát triển của Liên Hợp Quốc, ngày càng có nhiều người dị tính tại Việt Nam lên tiếng bảo vệ quyền lợi của người đồng tính, đòi hỏi sự bình đẳng trong pháp luật cho cộng đồng này. Trong khoảng thời gian từ tháng 5 năm 2012 đến tháng 6 năm 2013, tổng cộng đã có 40 chương trình về người đồng tính và người chuyển giới tại Việt Nam. Các quyển sách do người LGBT viết về những vấn đề của họ cũng đã được xuất bản công khai. Mặc dù lệnh cấm hôn nhân cùng giới đã được dỡ bỏ, nhưng tình trạng kỳ thị, bạo lực hay phân biệt đối xử với người đồng tính vẫn diễn ra tại Việt Nam.

#### Thập niên 2020

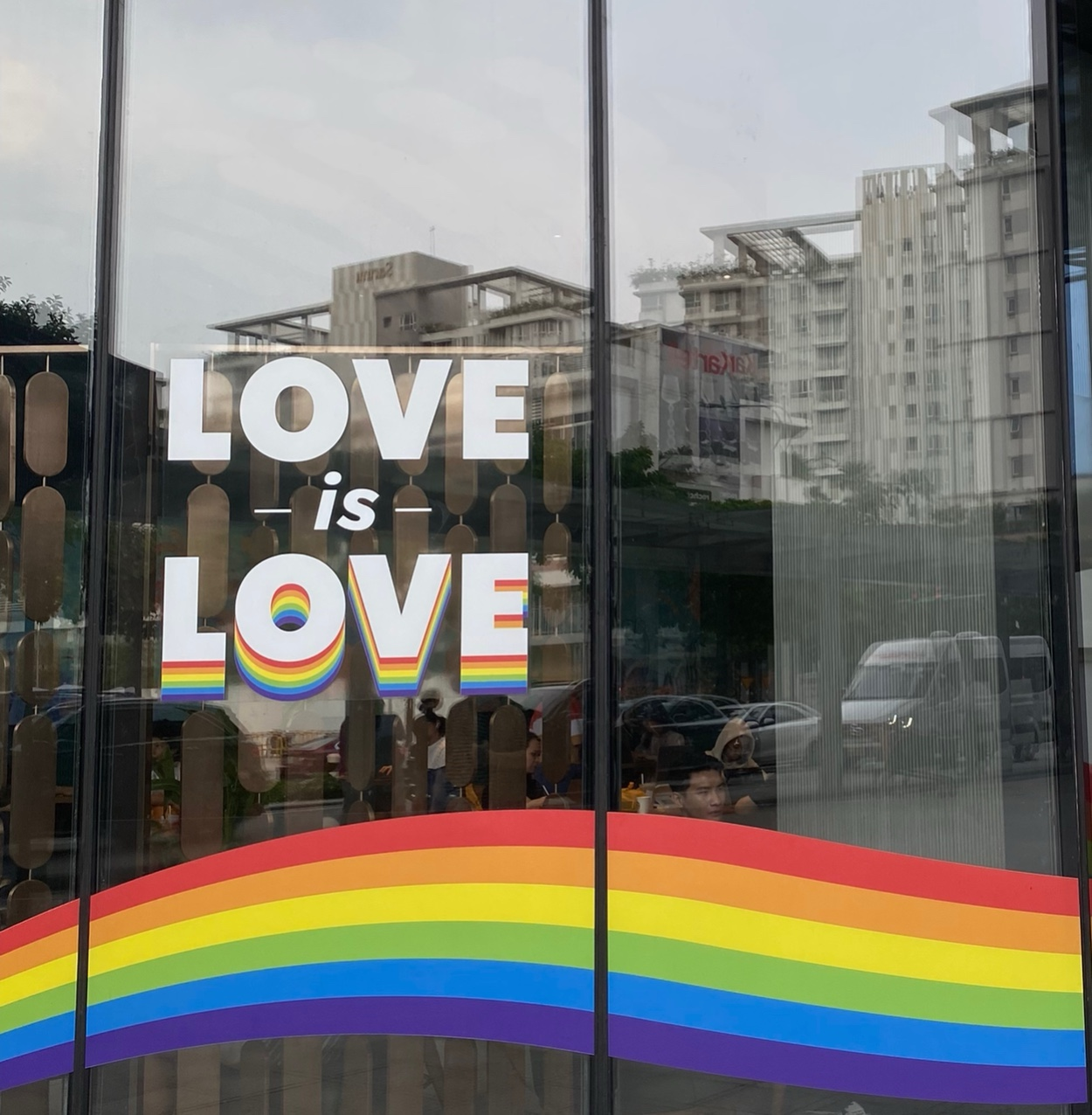
Khẩu hiệu "Love is Love" tại một tòa nhà nằm ở Thành phố Thủ Đức năm 2024.

Mặc dù pháp luật không còn cấm, nhưng do chưa được hợp pháp hóa và thiếu các quyền liên quan như quyền nhân thân, quyền tài sản nên các cặp đôi cùng giới tại Việt Nam thường xuyên bị phân biệt đối xử từ gia đình, nơi làm việc, cũng như định kiến xã hội trong trường học và bệnh viện. Những định kiến này tồn tại mạnh mẽ do ảnh hưởng của văn hóa bảo thủ, dựa trên các quan niệm truyền thống về xu hướng tính dục và bản dạng giới. Điều này đã dẫn đến nhiều trường hợp trầm cảm và tự tử như vào năm 2020, một cặp đôi LGBT đã tự tử trong một nhà nghỉ ở Hà Nội do áp lực từ gia đình; hoặc vào năm 2021, tại Thành phố Hồ Chí Minh, một cặp nữ sinh trung học phổ thông đã tự tử cũng do áp lực từ gia đình.
Vào năm 2021, iSEE cùng với Trung tâm Nghiên cứu Kinh tế và Chiến lược Việt Nam (VESS) đã công bố một báo cáo nghiên cứu về tác động của hôn nhân cùng giới đối với nền kinh tế Việt Nam, đây là một trong những nghiên cứu đầu tiên về vấn đề này tại Việt Nam. Đến cuối năm, iSEE phát động chiến dịch "Leave with Pride" với thông điệp kêu gọi xóa bỏ quan niệm coi LGBT là một loại bệnh cần phải chữa trị. Chiến dịch đưa ra khẩu hiệu: "Giả sử LGBTQ+ là bệnh, họ có quyền được nghỉ phép để chữa bệnh không?". Một năm sau đó, Bộ Y tế Việt Nam đã ra Công văn số 4132/BYT–PC đề nghị không xem đồng tính là bệnh và không cần phải chữa trị, đồng thời kêu gọi không can thiệp hay ép buộc điều trị đối với những người này.
Vào ngày 10 tháng 8 năm 2022, chiến dịch Tôi Đồng Ý đã được iSEE và trung tâm ICS tái phát động với chủ đề "Hôn nhân không khuôn mẫu" nhằm mục đích hợp pháp hóa hôn nhân cùng giới tại Việt Nam. Khoảng 3 tháng sau khi phát động, Tôi Đồng Ý đã thu hút gần 45.000 chữ ký ủng hộ. Chiến dịch được tái khởi động trong bối cảnh Luật Hôn nhân và Gia đình dự kiến sẽ được xem xét sửa đổi vào giai đoạn 2024–2025. Tuy nhiên, chương trình xây dựng luật của Quốc hội Việt Nam giai đoạn 2024–2025 lại không có kế hoạch sửa đổi đạo luật này. Chiến dịch Tôi Đồng Ý sau đó đã được mở rộng sang giai đoạn từ năm 2025 đến năm 2030. Cuối năm 2024, trong phiên Kiểm điểm Định kỳ Phổ quát lần thứ 4 của Hội đồng Nhân quyền Liên Hợp Quốc đối với Việt Nam diễn ra vào cuối năm 2024, 3 nước Chile, Thụy Điển và Mexico đã có những đề xuất liên quan đến vấn đề hôn nhân cùng giới. Tuy nhiên, phía Việt Nam đã từ chối hai đề xuất của Thụy Điển và Mexico nhưng "chấp nhận một phần" với đề xuất của Chile là "Thúc đẩy bình đẳng hoàn toàn cho người LGBTIQ+, sửa đổi Luật Hôn nhân và Gia đình  năm 2014, nhằm công nhận hợp pháp các cặp đôi cùng giới".

## Vấn đề pháp lý
Hôn nhân cùng giới hiện không được công nhận ở Việt Nam, dù đã có những cuộc thảo luận sôi nổi về vấn đề này trong năm 2013 và năm 2014 khi Quốc hội Việt Nam khóa XIII xem xét sửa đổi Luật Hôn nhân và Gia đình. Đến ngày 19 tháng 6 năm 2014, Luật Hôn nhân và Gia đình mới chính thức được thông qua trong kỳ họp thứ 7, và có hiệu lực từ ngày 1 tháng 1 năm 2015. Luật đã bãi bỏ quy định cấm kết hôn giữa những người cùng giới tính, nhưng vẫn không thừa nhận hôn nhân giữa những người cùng giới tính. Chính vì vậy, những vấn đề pháp lý liên quan đến các cặp đôi cùng giới như quyền và nghĩa vụ đối với nhau, quyền nhân thân, quyền tài sản, quyền nhận con nuôi, quyền thừa kế hợp pháp, bảo lãnh hôn nhân, và các chế độ phúc lợi khác cũng không được thừa nhận. Mặc dù vậy, Nhà nước Việt Nam không cấm việc tổ chức đám cưới giữa những người cùng giới tính và khi có phát sinh các vấn đề pháp lý trong quá trình chung sống thì sẽ được giải quyết theo Luật Dân sự.
Trong khi đó, đối với quyền nhận con nuôi, các cặp đôi cùng giới không thể cùng nhận con nuôi do hôn nhân cùng giới chưa được hợp pháp hóa. Điều này có nghĩa là nếu một cá nhân trong cặp đôi nhận con nuôi riêng, đứa trẻ sẽ không được hưởng đầy đủ các quyền, nghĩa vụ chăm sóc, nuôi dưỡng, giám độc, đại diện... của cha/mẹ là người đồng tính. Đồng thời, việc mang thai hộ vì mục đích nhân đạo cũng không được hợp pháp. Trong trường hợp mang thai hộ ở nước ngoài, luật pháp Việt Nam chưa quy định cụ thể về việc con sinh ra từ mang thai hộ có được xem là con hợp pháp của người LGBT hay không.

## Nghiên cứu

### Giáo dục
Theo báo cáo của Cơ quan Phát triển Quốc tế Hoa Kỳ tại Việt Nam vào năm 2014, 54% người tham gia khảo sát quan ngại về việc trường học không đảm bảo an toàn cho học sinh LGBT. Trong số đó, 45% học sinh không thể học tập và phải bỏ học vì bị bạo lực. Đặc biệt, một phần ba số học sinh LGBT bị bạo lực đã có ý định tự tử, trong khi một nửa trong số này đã cố gắng tự tử. Ngoài ra, theo các nghiên cứu của Tổ chức Theo dõi Nhân quyền vào năm 2020, Việt Nam chưa có các chính sách và thực hành giáo dục về giới tính, xu hướng tính dục cũng như bản dạng giới. Chương trình giảng dạy chính thống ở Việt Nam cũng không đề cập đến các vấn đề liên quan tới LGBT và sự thiếu giáo dục này được cho là nguyên nhân khiến phần lớn học sinh tại Việt Nam thiếu thông tin cần thiết về xu hướng tính dục và bản dạng giới. Tổ chức này còn cho rằng việc không được giáo dục đầy đủ đã góp phần củng cố quan niệm sai lầm rằng đồng tính là một bệnh tâm thần có thể chẩn đoán. Nhiều người LGBT đã bị quấy rối và phân biệt đối xử tại Việt Nam, khi cha mẹ đưa con cái của mình đến các cơ sở y tế tâm thần để cố gắng điều trị. Những hiểu lầm trong giáo dục giới tính đã làm gia tăng tình trạng bạo lực đối với người LGBT. Một số trường học ở Việt Nam đã ghi nhận tình trạng học sinh LGBT bị bạn bè cũng như giáo viên miệt thị và đe dọa bạo lực. Mặc dù vấn đề bắt nạt học đường cũng xảy ra, nhưng theo các nghiên cứu cho thấy tình trạng này ít phổ biến hơn.
Trong một báo cáo nghiên cứu, iSEE đã kêu gọi đưa giáo dục về LGBT vào chương trình phổ thông dưới hình thức chính khóa hoặc ngoại khóa. Nhà báo Lâm Minh Trí từ tạp chí Công dân & Khuyến học cũng đề xuất việc tổ chức bổ sung các chuyên đề về giới nhằm trang bị thêm kiến thức về LGBT cho giáo viên và học sinh, giúp phòng tránh bạo lực và phân biệt đối xử đối với nhóm người này.

### Tác động đến kinh tế và du lịch
Theo công bố của Bloomberg được dẫn lời trên báo Tuổi Trẻ, việc dỡ bỏ lệnh cấm hôn nhân cùng giới được xem là một trong những yếu tố thúc đẩy mạnh mẽ ngành du lịch của Việt Nam. Giám đốc Utopia Asia John Goss nhận định Việt Nam đã thu hút đáng kể sự quan tâm trong lĩnh vực du lịch nhờ môi trường trở nên "thân thiện với người đồng tính" và ông cho rằng điều này có "tác động tích cực" đến ngành du lịch. Theo thống kê từ Gay Hanoi Tours, lượng khách đặt các chuyến du lịch đã tăng 50% trong năm 2014 sau khi bãi bỏ lệnh cấm. Trong một nghiên cứu của Thạc sĩ Trần Thị Tuyết Mai, một thành viên của Viện Nghiên cứu Phát triển Du lịch thuộc Cục Du lịch Quốc gia Việt Nam, cũng cho rằng việc hợp pháp hóa hôn nhân cùng giới đã góp phần tạo điều kiện cho các lễ hội, sự kiện và chuyến du lịch dành cho LGBT, đồng thời nâng cao tầm ảnh hưởng của của Việt Nam trên trường quốc tế. Tiến sĩ Nguyễn Thu Thủy, cũng từ Viện Nghiên cứu Phát triển Du lịch, khẳng định rằng Việt Nam có thể phát triển các sản phẩm du lịch "chuyên biệt" dành cho LGBT, tập trung tại những thành phố lớn như Thành phố Hồ Chí Minh, Hà Nội, Đà Nẵng...
Năm 2022, Trung tâm Nghiên cứu Kinh tế và Chiến lược Việt Nam (VESS) phối hợp cùng iSEE đã công bố những số liệu về tác động kinh tế của việc hợp pháp hóa hôn nhân cùng giới. Theo báo cáo, nếu hôn nhân cùng giới được hợp pháp hóa, nhờ vào việc nâng cao năng suất lao động và tạo ra môi trường làm việc hòa nhập, GDP của Việt Nam có thể tăng 1,65% đến 4,36% trong vòng 10 năm (tương ứng mức tăng 0,165 đến 0,436% mỗi năm. Ngoài ra, một số ngành nghề như tổ chức tiệc cưới, xây dựng gia đình có thể ghi nhận mức tăng doanh thu từ 4,36% đến 5,26% so với khi chưa hợp pháp hóa hôn nhân cùng giới. Tương tự, một cuộc hội thảo được diễn ra tại Dinh Độc Lập vào năm 2024, đã công bố báo cáo từ Open For Business về vấn đề "chảy máu chất xám" ở Việt Nam khi không có các chính sách hòa nhập với cộng đồng LGBT. Nhiều diễn giả, chuyên gia và các nhà nghiên cứu cũng cho rằng việc công nhận hôn nhân cùng giới sẽ có lợi cho kinh tế Việt Nam. Đồng thời, việc hợp pháp hóa cũng giúp giảm thiểu từ 13 triệu đến 71 triệu đô la Mỹ chi phí liên quan đến các vấn đề tâm lý của người LGBT, trong khi đó, thiệt hại này theo Open For Business là 7,8 nghìn tỷ đồng.

## Tranh cãi

### Khả năng duy trì nòi giống và ảnh hưởng đến gia đình truyền thống
Một số ý kiến cho rằng việc "duy trì nòi giống" là một trong những mục đích quan trọng của hôn nhân, điều mà các cặp đôi cùng giới không thể thực hiện được. Tuy nhiên, một số ý kiến phản biện rằng không phải người dị tính nào cũng có con, và cũng không phải tất cả người đồng tính đều không thể có con. Một luật sư từ Thành phố Hồ Chí Minh cũng chia sẻ: "Bản thân những người đồng tính đã phải chịu khổ nhiều rồi chứ họ không phải muốn chạy đua đòi để bị xã hội kỳ thị. Vì muốn sống thật với mình nên họ mới đấu tranh để đòi quyền được tự do trong hôn nhân". Bàn luận về vấn đề này, Tiến sĩ Phạm Quỳnh Phương từ Viện nghiên cứu văn hóa thuộc Viện Hàn lâm Khoa học xã hội Việt Nam cũng lên tiếng kêu gọi: "Hãy cho con người, không phân biệt dị tính hay đồng tính, được quyền lựa chọn hạnh phúc của chính mình".
Trong khi đó, Trương Hồng Quang thuộc Viện Khoa học pháp lý, Bộ Tư pháp lại cho rằng việc đưa ra vấn đề "nòi giống" để phản đối hôn nhân cùng giới xuất phát từ định kiến và sự kỳ thị. Ông Quang nhận định rằng khái niệm gia đình không có sự thống nhất và phụ thuộc vào quan niệm của từng xã hội. Trong bối cảnh hiện nay, sinh sản không còn được xem là mục đích hàng đầu của hôn nhân, ngay cả trong một số gia đình dị tính. Ông nói thêm rằng giá trị cốt lõi của gia đình nằm ở những biến động trong đời sống, chứ không liên quan đến hôn nhân dị tính hay đồng tính. Đồng thời, ông Quang cũng đề cập tới vấn đề "suy thoái nòi giống" và cho rằng điều này là "không thể" khi số người đồng tính chỉ chiếm 3% dân số, và họ vẫn có thể góp phần cải thiện dân số thông qua việc nhận con nuôi và mang thai hộ. Tiến sĩ Nguyễn Thu Nam thuộc Viện Chiến lược và Chính sách Y tế thuộc Bộ Y tế cũng khẳng định việc quan ngại về sự "diệt vong" do hợp pháp hóa hôn nhân cùng giới là không có cơ sở. Ông Nam dẫn chứng các nghiên cứu từ những quốc gia đã hợp pháp hóa hôn nhân cùng giới, cho thấy việc này không ảnh hưởng tiêu cực đến dân số. Tương tự, Nguyễn Hồng Mai từ Trường Đại học Văn hóa Hà Nội cũng cho biết người đồng tính chỉ chiếm một phần nhỏ dân số, do đó việc hợp pháp hóa hôn nhân cùng giới không gây ảnh hưởng đến tình hình dân số của xã hội.
Một báo cáo vào năm 2021 từ ba tổ chức gồm Khoa Luật, Đại học Quốc gia Hà Nội, iSEE và Trung tâm Luật Châu Á thuộc Trường Luật, Đại học Melbourne chỉ ra rằng Việt Nam với sự ảnh hưởng sâu sắc từ văn hóa Á Đông đang đối mặt với nhiều thách thức trong việc hợp pháp hóa hôn nhân cùng giới. Văn hóa Á Đông xem việc sinh con để nối dõi là một trong những mục đích chính của hôn nhân. Đồng thời, triết lý Khổng Tử về mối quan hệ giữa Trời và Đất, âm và dương nhấn mạnh rằng hôn nhân "đúng đắn" phải do nam và nữ thực hiện. Tuy nhiên, báo cáo này cũng nhận định rằng văn hóa là do con người tạo ra và nó có thể thay đổi theo sự phát triển và nhu cầu của xã hội. "Văn hóa truyền thống" cũng được xem là một trong những yếu tố cản trở lớn nhất đối với việc hợp pháp hóa hôn nhân cùng giới tại Việt Nam.

### Gây lệch lạc về giới và xu hướng tính dục cho giới trẻ
Theo một khảo sát do Viện iSEE thực hiện vào năm 2021 ở Hà Nội và Thành phố Hồ Chí Minh, một số ý kiến cho rằng việc hợp pháp hóa hôn nhân cùng giới sẽ "ảnh hưởng rất lớn đến những đứa trẻ sau này" và bày tỏ quan ngại về việc "không biết được bản thân mình là nam hay nữ" khi "chơi với" người thuộc cộng đồng LGBT. Một số khác lại cho rằng tình yêu của những người cùng giới chỉ là một phong trào bộc phát từ sự "bồng bột" và "nông nổi" của giới trẻ. Tương tự, trong một kỷ yếu hội thảo được tổ chức tại Hà Nội năm 2021, cũng có ý kiến cho rằng giới trẻ luôn muốn thể hiện bản thân là người theo kịp thời đại và việc trao quyền lợi cho người đồng tính có thể dẫn đến tình trạng lệch lạc xu hướng tính dục. Trong một bài viết trên báo Sức khỏe & Đời sống, tác giả cho rằng trong quá trình trưởng thành và hình thành nhân cách, con người dễ bị ảnh hưởng bởi người khác. Nếu "tình trạng lệch lạc" này phát triển nhanh chóng, khi đến tuổi dậy thì, người đó sẽ trở thành người đồng tính. Tương tự, báo Hải Dương cũng cho rằng những cú sốc về tinh thần, sự thiếu thốn tình cảm gia đình hoặc tính cách không ổn định có thể khiến nhiều bạn trẻ tìm kiếm tình yêu cùng giới. Tờ báo này kêu gọi các gia đình cần dạy cho con cái "tự chủ trước những cám dỗ" và khuyến nghị nhà trường quan tâm nhiều hơn đến việc giáo dục giới tính cho học sinh.
Trái lại, Viện iSEE cho rằng những quan niệm này xuất phát từ hội chứng sợ đồng tính luyến ái và được sử dụng như một cách để chống lại sự công khai công khai xu hướng tính dục của người đồng tính. Nguyễn Hồng Mai, giảng viên Trường Đại học Văn hóa Hà Nội, cho rằng "đồng tính thuộc về tự nhiên, không phải là bệnh mà có thể lây nhiễm". Tương tự, Thạc sĩ Huỳnh Văn Thông thuộc Trường Chính trị tỉnh Bình Thuận cho rằng việc trao quyền lợi cho người đồng tính không không đồng nghĩa với việc cổ vũ một trào lưu hay xu hướng lệch lạc nào, mà thực chất là đang góp phần xây dựng một xã hội bình đẳng và nhân văn hơn. Trong năm 2025, Vũ Cát Tường đã công khai tổ chức hôn lễ với bạn đời của mình là Vũ Thu Trang. Tuy nhiên, hôn lễ của cô đã vấp phải một số ý kiến trái chiều với lý do "đi ngược lại thuần phong mỹ tục" và "ảnh hưởng tiêu cực đến thế hệ trẻ". Ngược lại với những chỉ trích trước đó, báo Hải Dương cho rằng, cần đặt ra các câu hỏi về sự bình đẳng, đa dạng và thay đổi của xã hội Việt Nam. Đồng thời, nhận định để phá vỡ định kiến đối với cộng đồng này thì cần phải có sự can thiệp từ giáo dục và truyền thông.

### Hạn chế việc nuôi con của các cặp đôi cùng giới
Tại hội thảo về quyền LGBT diễn ra tại Hà Nội năm 2021, một số ý kiến cho rằng không nên cho phép những cặp đôi cùng giới có con và nuôi dạy con cái do quan ngại điều này sẽ ảnh hưởng đến sự phát triển bình thường của trẻ em. Trên báo Phụ Nữ Thủ Đô, Viện trưởng Viện Xã hội học, PGS.TS Đặng Nguyên Anh đã trích dẫn các nghiên cứu từ Hội Nhi khoa Hoa Kỳ và Hội Y học sinh sản Hoa Kỳ để khẳng định rằng "không có bằng chứng" cho thấy trẻ em được nuôi dưỡng bởi các cặp đôi cùng giới sẽ bị ảnh hưởng tiêu cực. Thậm chí, việc nuôi dưỡng con cái bởi những người cha đồng tính có thể vượt trội hơn nhờ khả năng chăm sóc con như một người mẹ. Ông cũng cho rằng việc các cặp đôi cùng giới có con sẽ giúp gia tăng sự gắn kết giữa các thành viên trong gia đình và thể hiện trách nhiệm của họ. Tương tự, Tiến sĩ Nguyễn Thị Thu Nam thuộc Viện Chiến lược và Chính sách Y tế của Bộ Y tế cũng đồng ý rằng nên cho phép những cặp đôi cùng giới nuôi con.

## Văn hóa đại chúng
Từ cuối thế kỷ 19, mối quan hệ giữa những người cùng giới đã dần xuất hiện và được ghi chép lại trong đời sống văn hóa đại chúng Việt Nam. Điển hình như trong văn bản luật thời Hậu Lê đã có ghi chép về mối quan hệ giữa hai người phụ nữ. Hay trong thời gian trị vì của vua Khải Định, nhà nghiên cứu Nguyễn Đắc Xuân cho rằng "ông đã nuôi Nguyễn Đắc Vọng làm thị vệ" và ban đêm ôm Vọng để ngủ. Từ năm 1898, trong từ điển Dictionnaire Annamite-Française (Đại Việt quốc âm Hán tự Pháp thích tập thành) của J. F. M. Génibrel đã tồn tại các ghi chép như  "nam sắc" để ám chỉ đến mối quan hệ giữa hai người cùng giới, trong khi đó, "đồng tính (tánh)" chỉ những người cùng họ. Trong năm 1928, nhà báo Nguyễn Vỹ trên tờ Tiếng Dân đã mô tả chuyện tình yêu giữa các nam sinh trung học bằng thuật ngữ "thủ xú", trong khi nhà văn Phan Khôi vào năm 1930 cũng đề cập đến tình cảm giữa các cô gái với nhau trong Phụ nữ tân văn, gọi là "tục bạn gái luyến-ái nhau". Đến năm 1932, thuật ngữ về "đồng tính luyến ái" đã xuất hiện trong Hán - Việt từ điển của Đào Duy Anh và mang theo nghĩa "con trai yêu con trai, con gái yêu con gái".
Vào cuối thập niên 1960, cộng đồng đồng tính nam tại Sài Gòn đã có không gian tụ họp riêng như 18 quán bar và một nhà hàng sang trọng – nơi họ gặp gỡ công khai dù xã hội còn nhiều dè dặt. Trong thời kỳ chiến tranh, hôn nhân giữa các cặp đồng tính nữ tại Sài Gòn (nay là TP. HCM) không phải là hiếm và thường được nhìn nhận như tình bạn sâu sắc. Trong các sách không hư cấu, sách sớm nhất đề cập đến đồng tính được ghi nhận là phát hành vào năm 1992. Sau năm 1997, hai sự kiện đám cưới đồng giới đầu tiên – giữa hai nam giới tại TP. HCM và giữa hai người nữ ở Vĩnh Long – thu hút sự chú ý của công chúng và báo chí, dù vấp phải phản ứng từ chính quyền và dư luận. Trong các văn bản tin tức ở Việt Nam, bài viết đầu tiên dùng từ gay được ghi nhận là xuất bản năm 1997, của nhà báo Cù Mai Công trên báo Tuổi Trẻ. Năm 2000, tiểu thuyết Một thế giới không có đàn bà của Bùi Anh Tấn – được coi là tiểu thuyết đầu tiên ở Việt Nam viết về người đồng tính – ra mắt và nhanh chóng trở thành hiện tượng, góp phần mở ra cánh cửa mới cho văn học LGBT.
Bước sang thập niên 2000, mặc dù hôn nhân cùng giới đã bị cấm nhưng văn hóa đại chúng vẫn tiếp tục chứng kiến sự hiện diện của các nhân vật và câu chuyện đồng tính. Trong thời gian này, sách đầu tiên dùng cụm từ "đồng tính nữ, đồng tính nam, song tính, chuyển giới" được ghi nhận là xuất bản vào năm 2001. Phim Những cô gái chân dài (2004) và Chơi vơi (2009) lần lượt khai phá đề tài đồng tính trong điện ảnh, trong đó Chơi vơi được coi là bộ phim đầu tiên ở Việt Nam khai thác mối quan hệ đồng tính nữ một cách rõ nét. Một bộ ảnh "The Pink Choice" (Lựa chọn màu hồng) của nhiếp ảnh gia Maika Elan (tên thật là Nguyễn Thanh Hải) với 45t tấm ảnh về người đồng tính ở các tỉnh, thành phố tại Việt Nam đã đoạt giải nhất "Vấn đề đương đại" của World Press Photo 2012. Trong khoảng thời gian này, nhạc sĩ Thái Thịnh tiên phong trở thành nhạc sĩ đầu tiên ở Việt Nam công khai là người đồng tính.
Vào năm 2012, loạt phim hài tình huống My Best Gay Friends được phát hành trên YouTube đã tạo hiệu ứng lan tỏa mạnh mẽ và thu hút nhiều lượt xem trong cộng đồng mạng. Cũng trong năm đó, tiểu thuyết đam mỹ Tình yêu đau dạ dày của Điệp Chi Linh được xuất bản chính thức –  nó đã được xem như một hiện tượng xuất bản "đột xuất" năm 2012. Từ năm 2013, một chiến dịch xã hội mang tên "Tôi Đồng Ý" sử dụng chính sức mạnh của truyền thông đại chúng để lan tỏa thông điệp ủng hộ hôn nhân đồng giới đã được ra đời.

## Đánh giá

### Trong nước

#### Chính quyền

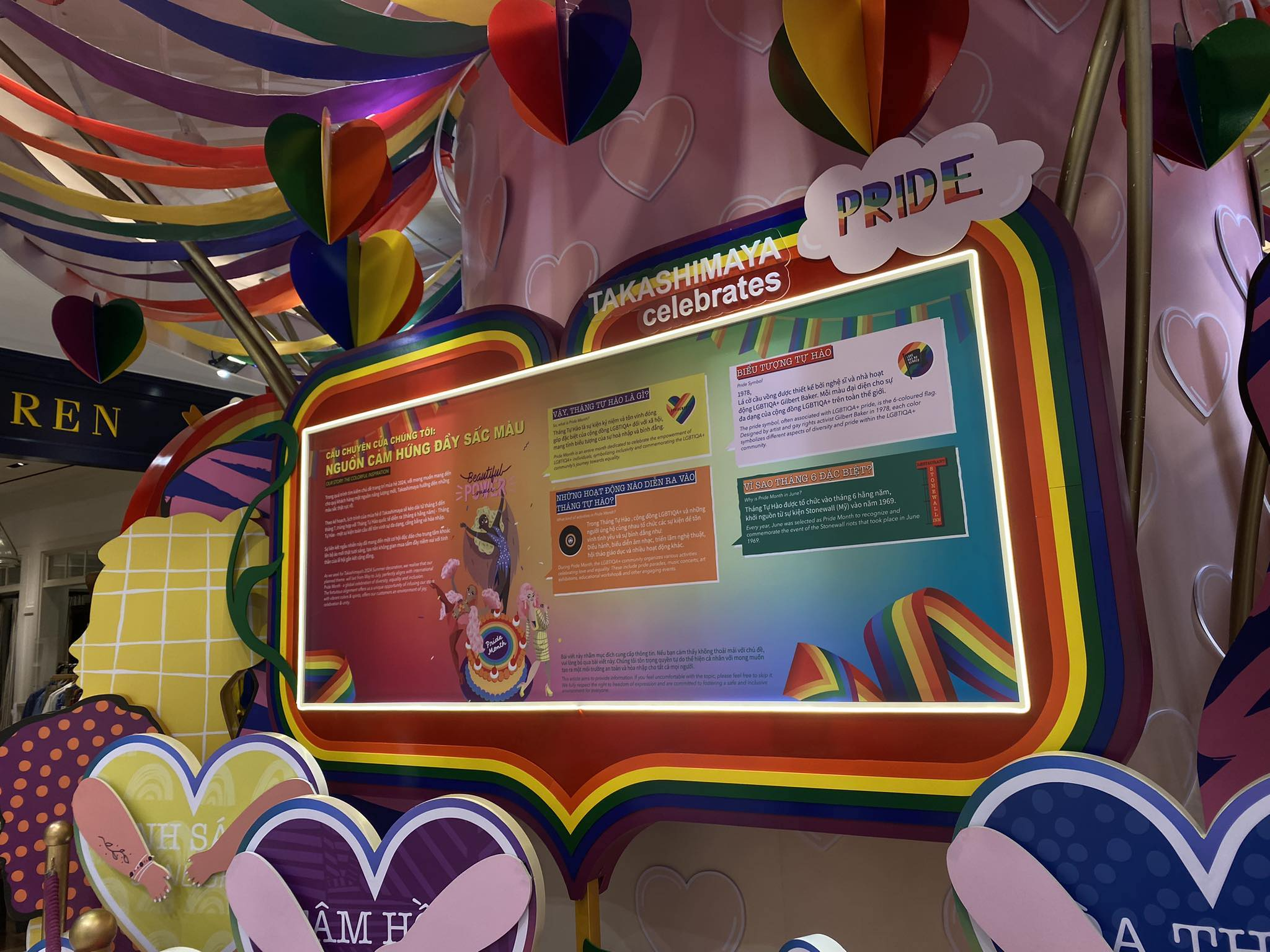
Tuyên truyền Tháng tự hào tại Thành phố Hồ Chí Minh năm 2024.

Vào năm 2012, Bộ trưởng Bộ Tư pháp Hà Hùng Cường đã lên tiếng ủng hộ hôn nhân cùng giới, khẳng định rằng "không thể chấp nhận việc tạo ra định kiến xã hội đối với cộng đồng người đồng tính". Khi thẩm định Luật Hôn nhân và Gia đình 2014, Chủ nhiệm Ủy ban các vấn đề xã hội của Quốc hội Trương Thị Mai cho rằng việc dỡ bỏ lệnh cấm là một trong những bước tiến quan trọng hướng tới hợp pháp hóa hôn nhân cùng giới. Bà Mai cũng nói thêm rằng pháp luật sẽ dần dần thích ứng khi xã hội có sự thay đổi. Một bài viết được đăng tải trên cổng thông tin của Bộ Tư pháp cũng nêu rõ rằng trong trường hợp Luật Hôn nhân và Gia đình 2014 không thông qua hình thức kết hợp dân sự hay hôn nhân cùng giới, Chính phủ nên có các chính sách để "bảo vệ, nâng cao tính gắn kết trong đời sống chung của cặp đôi cùng giới". Đồng thời, bài viết còn kêu gọi ủng hộ việc cho phép mang thai hộ đối với người đồng tính nam.

#### Học giả
Trên tạp chí Tòa án nhân dân, một nghiên cứu sinh tại Trường Đại học Luật Hà Nội cho rằng Hiến pháp năm 2013 của Việt Nam không quy định hôn nhân chỉ bao gồm nam–nữ, hay cấm nam–nam và nữ–nữ, vì vậy vấn đề hợp pháp hóa hôn nhân cùng giới không hề vi phạm Hiến pháp. Tuy nhiên, Luật Hôn nhân và Gia đình 2014 lại quy định hôn nhân chỉ có thể diễn ra giữa nam–nữ, điều này được cho là chưa phù hợp với Hiến pháp bởi vì hôn nhân được dựa trên nguyên tắc tự nguyện. Trên cổng thông tin Trường Chính trị Bình Thuận, tác giả Huỳnh Văn Thông cho rằng việc thúc đẩy và hợp pháp hóa hôn nhân cùng giới sẽ góp phần "đảm bảo quyền con người, quyền công dân của tất cả mọi đối tượng trong xã hội". Trên tạp chí Dân chủ & Pháp luật, Phó Giáo sư – Tiến sĩ Dương Tuyết Miên đến từ Học viện Tòa án khẳng định rằng việc công nhận hôn nhân cùng giới sẽ không ảnh hưởng tiêu cực đến xã hội, bao gồm việc không ảnh hưởng tới hôn nhân truyền thống hay phá vỡ phong tục, văn hóa truyền thống dân tộc. Ngược lại, Tiến sĩ Bùi Thị Mừng thuộc Trường Đại học Luật Hà Nội bày tỏ lo ngại rằng hợp pháp hóa hôn nhân cùng giới có thể dẫn đến tình trạng một bộ phận thanh thiếu niên bị lôi kéo theo xu hướng tính dục đồng tính, mặc dù vốn dĩ họ là người dị tính.
Trong bài phân tích được đăng tải trên Tạp chí Khoa học & Công nghệ thuộc trường Đại học Duy Tân, các tác giả cho rằng Việt Nam nên hợp pháp hóa hôn nhân cùng giới nhằm đảm bảo quyền lợi cho người đồng tính. Đồng thời nên cho phép việc chung sống có đăng ký và các quyền liên quan đến nhận con nuôi, sinh con bằng phương pháp thụ tinh trong ống nghiệm, quyền sở hữu tài sản, quyền thừa kế... Bên cạnh đó, Tạp chí Pháp luật về quyền con người của Học viện Chính trị Quốc gia Hồ Chí Minh vào năm 2024 đã xuất bản một bài luận nhận định thêm rằng việc công nhận hôn nhân cùng giới phù hợp với pháp luật quốc tế về quyền con người, kiến tạo cơ sở bảo đảm các quyền và lợi ích hợp pháp của các bên trong mối quan hệ hôn nhân và gia đình, đồng thời không gây ảnh hưởng và xâm phạm đến sự ổn định của nhà nước và xã hội.

### Quốc tế
Tờ báo The Economist đã gọi Việt Nam và Thái Lan là hai quốc gia đi đầu trong quá trình tự do hóa các quyền LGBT tại Đông Nam Á, cũng như cho rằng Đảng Cộng sản Việt Nam khá thoải mái khi đề cập đến các vấn đề đồng tính luyến ái. Theo Lê Quang Bình – Viện trưởng Viện iSEE, các phong trào đấu tranh cho quyền của người đồng tính là một trong những phong trào có tổ chức thành công nhất tại Việt Nam trong những năm đầu thập niên 2010, dù chính phủ Việt Nam vẫn chưa có lập trường rõ ràng. Tạp chí The Diplomat cho biết đã có những cuộc tranh luận trong nội bộ Đảng Cộng sản về việc hợp pháp hóa hôn nhân cùng giới. Trong khi Bộ Tư pháp và Bộ Y tế ủng hộ, thì Hội Liên hiệp Phụ nữ Việt Nam lại phản đối mạnh mẽ. Tờ báo cũng cho rằng Đảng Cộng sản Việt Nam có thể tận dụng việc hợp pháp hóa hôn nhân cùng giới để củng cố hình ảnh, minh chứng cho sự tôn trọng quyền tự do ngôn luận và tự do hội họp ở Việt Nam. Mặc dù các bước tiến trong việc cởi mở quyền LGBT đã giúp Việt Nam cải thiện hình ảnh quốc tế, nhưng một số ý kiến khác lại cho rằng Đảng đang đánh lạc hướng nhằm che đậy việc đàn áp những người bất đồng chính kiến. Dẫu vậy, việc Việt Nam hợp pháp hóa hôn nhân cùng giới có thể tạo nên một hình mẫu cho các nước trong khu vực.
Tổ chức Theo dõi Nhân quyền cũng cho rằng Việt Nam nên xóa bỏ "sự mơ hồ" trong chính sách. Brad Adams, Giám đốc Tổ chức Theo dõi Nhân Quyền châu Á, cho rằng Việt Nam nên đi đầu trong việc bảo vệ quyền lợi của người LGBT ở châu Á. Đến năm 2015, sau khi Việt Nam dỡ bỏ lệnh cấm đối với hôn nhân cùng giới, NBC News ca ngợi Việt Nam vì đã có những bước tiến mạnh mẽ và tiến bộ hơn về quyền cho người đồng tính so với nhiều tiểu bang bảo thủ của Hoa Kỳ như Arkansas, Texas. Cùng năm, trong một cuộc phỏng vấn, Tiến sĩ Jörg Wischermann thuộc Viện Nghiên cứu Toàn cầu và Khu vực Đức nhận định rằng Việt Nam đã làm được "điều phi thường" trong một khu vực tồn tại nhiều quốc gia có xã hội rất bảo thủ. Tuy nhiên, Wischermann cũng cho rằng việc cởi mở của Việt Nam về vấn đề này phần nào là để cải thiện hình ảnh nhân quyền của quốc gia này, đặc biệt khi Việt Nam mong muốn trở thành thành viên của Hội đồng Nhân quyền Liên Hợp Quốc. Ông khẳng định rằng hôn nhân cùng giới không phải là "vấn đề chính trị nhạy cảm" và cũng không đe dọa đến quyền lực của Đảng Cộng sản Việt Nam hay chính phủ Việt Nam.
Vào năm 2020, Giám đốc Quyền LGBT của Tổ chức Theo dõi Nhân quyền Graeme Reid nhận xét rằng chính phủ Việt Nam đã thể hiện sự ủng hộ đối với LGBT "trong những năm gần đây", song việc thực thi các chính sách vẫn còn rất chậm trễ. Một báo cáo từ đại diện nhiều tổ chức diễn ra tại Hà Nội vào năm 2021 chỉ ra rằng với sự phát triển của internet và mạng xã hội, thay vì "sống để làm hài lòng mọi người" hay "sống vì gia đình", giới trẻ Việt Nam đã có xu hướng cởi mở và coi trọng quyền tự do cá nhân, bao gồm việc được yêu theo xu hướng tính dục của mình. Cùng với đó, các quan điểm truyền thống cũng bắt đầu thay đổi và trở nên cởi mở hơn. Năm 2024, khi Thái Lan bắt đầu hợp pháp hóa hôn nhân cùng giới, The Diplomat cũng đề cập đến Việt Nam như một trong những quốc gia ở Đông Nam Á có sự ủng hộ mạnh mẽ đối với việc hợp pháp hóa. Tờ báo này lý giải rằng việc chậm trễ trong hợp pháp hóa hôn nhân cùng giới ở Việt Nam một phần là do cộng đồng LGBT tại đây chưa lên tiếng mạnh mẽ như tại Thái Lan, khiến cho các chính trị gia chưa thực sự đưa vấn đề này vào thảo luận.

## Quan điểm công chúng
Vào tháng 6 năm 2012, khi Bộ Tư pháp ban hành công văn thu thập ý kiến nhằm sửa đổi Luật Hôn nhân và Gia đình 2000, một cuộc khảo sát nhanh đã được thực hiện cho thấy 71,1% người đồng tính mong muốn Nhà nước thừa nhận hôn nhân cùng giới tại Việt Nam. Trong giai đoạn này, nhiều nhóm luật sư cũng kêu gọi pháp luật nên cởi mở hơn về vấn đề hôn nhân cùng giới và xem đây như một hiện tượng tự nhiên không thể chối bỏ. Tháng 12 cùng năm, một khảo sát của iSEE cho thấy 37% dân số Việt Nam ủng hộ hôn nhân cùng giới, trong khi 58% phản đối. Trước đó, vào năm 2011, một khảo sát khác do iSEE thực hiện về nhận thức xã hội được diễn ra tại Hà Nội, Hà Nam, An Giang và Thành phố Hồ Chí Minh cho thấy 57% số người tham gia khảo sát cho rằng đồng tính là một xu hướng xã hội, 77% cảm thấy thất vọng khi biết con mình là người đồng tính và 58% sẽ ngăn cản khi biết con mình chơi chung với người đồng tính. Điều tra quốc gia đầu tiên về "Quan điểm xã hội với hôn nhân cùng giới" với 5.300 người tham gia được công bố kết quả. Trong đó, 33,7% ủng hộ và 52,9% phản đối việc hợp pháp hóa hôn nhân cùng giới, 41,2% ủng hộ và 46,7% không ủng hộ việc công nhận quyền sống chung như vợ chồng giữa những người cùng giới tính theo dạng "kết hợp dân sự" hoặc "đăng ký sống chung như vợ chồng".
Quan điểm công chúng về hôn nhân cùng giới ở Việt Nam (2014).
Trong bối cảnh tranh luận về việc hợp pháp hóa hôn nhân cùng giới, nhiều tờ báo như VnExpress, Đài Tiếng nói Việt Nam... đã thực hiện các cuộc khảo sát về vấn đề này, cho thấy tỷ lệ ủng hộ luôn ở mức trên 50%. Cụ thể, khảo sát của VnExpress cho thấy có đến 80% người tham gia ủng hộ. Đến tháng 3 năm 2014, một cuộc điều tra quốc gia về "Quan điểm xã hội với hôn nhân cùng giới" được thực hiện bởi Viện Xã hội học thuộc Viện Hàn lâm Khoa học xã hội Việt Nam, Viện Chiến lược và Chính sách Y tế và Viện Nghiên cứu Xã hội, Kinh tế và Môi trường tại 8 tỉnh thành gồm Hà Nội, Quảng Ninh, Nghệ An, Đà Nẵng, Đắk Lắk, Thành phố Hồ Chí Minh, An Giang và Sóc Trăng với sự tham gia của 5.300 người dân. Kết quả cho thấy 33,7% ủng hộ và 52,9% phản đối việc hợp pháp hóa hôn nhân cùng giới, 41,2% ủng hộ và 46,7% không ủng hộ việc công nhận quyền chung sống như vợ chồng giữa những người cùng giới theo hình thức "kết hợp dân sự" hoặc "đăng ký sống chung như vợ chồng". Đăng tải trên tạp chí Tri thức trong thời điểm vấn đề hôn nhân cùng giới được tranh luận sôi nổi, một bài viết của một nữ sinh trung học phổ thông tại Thành phố Hồ Chí Minh đã thu hút nhiều sự quan tâm khi đề cập trực tiếp đến vấn đề này. Trong bài viết, cô đã kêu gọi sự ủng hộ đối với hôn nhân cùng giới. Từ tháng 12 năm 2015 đến tháng 1 năm 2016, Hiệp hội Đồng tính, Song tính, Chuyển giới và Liên giới tính Quốc tế đã thực hiện một cuộc khảo sát qua mạng internet với 96.331 phản hồi từ 65 quốc gia (không rõ số người phản hồi từ Việt Nam). Trong số các phản hồi từ Việt Nam, 45% cho rằng hôn nhân cùng giới nên được hợp pháp hóa, 25% cho rằng không nên và 30% phản hồi "không biết".
Quan điểm công chúng về hôn nhân cùng giới ở Việt Nam (2023) theo Trung tâm Nghiên cứu Pew.
Đến năm 2023, một khảo sát do Trung tâm Nghiên cứu Pew thực hiện ở Việt Nam từ tháng 6 đến tháng 9 thông qua hình thức phỏng vấn mặt-đối-mặt, cho thấy 65% người tham gia ủng hộ hôn nhân cùng giới (30% "mạnh" và 35% "phần nào"), trong khi 30% phản đối (14% "mạnh" và 16% "phần nào"). Tỷ lệ ủng hộ của những người theo Phật giáo và Kitô giáo là 71%, trong khi những người không theo tôn giáo nào là 59%. Dựa trên kết quả khảo sát, Việt Nam là quốc gia có tỷ lệ ủng hộ hôn nhân cùng giới cao thứ ba trong khu vực Châu Á–Thái Bình Dương, chỉ sau Úc (75%) và Nhật Bản (68%); cũng như là quốc gia có tỷ lệ ủng hộ cao nhất trong số 6 nước Đông Nam Á tham gia khảo sát. Số người tham gia khảo sát là 2.255 người từ 225 đơn vị lấy mẫu (xã, phường) bằng phương pháp chọn mẫu đa tầng, phân vùng theo địa lý và mức độ đô thị hóa.

### Thư viện
- Aronson, J. (1999), Homosex in Hanoi? In: W. L. Leap, ed., Sex, the public sphere, and public sex. Public sex/Gay space [Đồng tính ở Hà Nội? Trong "Tình dục, không gian công cộng và tính dục trong đại chúng. Tính dục đại chúng/Không gian đồng tính" của W. L. Leap (nhà biên tập)], New York: Columbia University Press{{Chú thích}}:  Quản lý CS1: ref trùng mặc định (liên kết) Quản lý CS1: địa điểm thiếu nhà xuất bản (liên kết)
- Proschan, F. (1998), Filial piety and non-procreative male-to-male sex among Vietnamese [Đạo hiếu và tình dục nam-nam không sinh sản ở người Việt Nam], Bài báo trình bày tại Hội nghị thường niên của Hiệp hội Nhân chủng học Hoa Kỳ, Philadelphia, 2–6 tháng 12{{Chú thích}}:  Quản lý CS1: ref trùng mặc định (liên kết) Quản lý CS1: địa điểm (liên kết) Quản lý CS1: địa điểm thiếu nhà xuất bản (liên kết)
- Jakob Pastoetter (1997–2001). "The International Encyclopedia of Sexuality: Vietnam" [Bách khoa toàn thư quốc tế về tính dục: Việt Nam]. The Continuum Publishing Company. Bản gốc lưu trữ ngày 20 tháng 2 năm 2009. Truy cập ngày 15 tháng 2 năm 2009.{{Chú thích web}}:  Quản lý CS1: ref trùng mặc định (liên kết)
- ICS & iSEE (2011). "Mở" (PDF). Bản gốc (PDF) lưu trữ ngày 14 tháng 3 năm 2023. Truy cập ngày 14 tháng 3 năm 2023.{{Chú thích web}}:  Quản lý CS1: ref trùng mặc định (liên kết)
- Lương Thế Huy; Phạm Huỳnh Phương; Viện nghiên cứu Xã hội, Kinh tế và Môi trường (2016). "Có phải bởi vì tôi là LGBT?": Phân biệt đối xử dựa trên xu hướng tính dục và bản dạng giới tại Việt Nam (PDF). Hà Nội: Nhà xuất bản Hồng Đức. tr. 105. ISBN 978-604-86-9326-8. Bản gốc (PDF) lưu trữ ngày 27 tháng 6 năm 2024. Truy cập ngày 16 tháng 7 năm 2024.
- Phạm Quỳnh Phương; Mai Thị Hạnh; Vũ Phương Thảo; Trần Khắc Tùng; Đỗ Quỳnh Anh; Hoàng Ngọc Anh; Phạm Thanh Trà (2017). Cha mẹ chấp nhận và lên tiếng ủng hộ quyền của con là người LGBT: những yếu tố tác động (PDF). Hà Nội: Viện Nghiên cứu Xã hội, Kinh tế và Môi trường. tr. 146. Bản gốc (PDF) lưu trữ ngày 18 tháng 7 năm 2024. Truy cập ngày 16 tháng 7 năm 2024.
- Shehrezade Kara; Lucas Paoli Itaborahy; Đinh Hồng Hạnh; Hàn Minh Nhật (tháng 1 năm 2021). Phân tích bối cảnh phong trào LGBTI tại Việt Nam (PDF). COC Hà Lan. tr. 56. Bản gốc (PDF) lưu trữ ngày 18 tháng 7 năm 2024. Truy cập ngày 16 tháng 7 năm 2024.
- Đỗ Quỳnh Anh; Chu Lan Anh; Đặng Thùy Dương; Vương Khả Phong; Nguyễn Bảo Ngọc (2019). Quan điểm xã hội về hôn nhân đồng giới: Nghiên cứu định tính tại Hà Nội và Thành phố Hồ Chí Minh (PDF). Hà Nội: Viện Nghiên cứu Xã hội, Kinh tế và Môi trường. tr. 43. Bản gốc (PDF) lưu trữ ngày 3 tháng 8 năm 2024. Truy cập ngày 16 tháng 7 năm 2024.
- Khoa Luật, Đại học Quốc gia Hà Nội; Viện Nghiên cứu Xã hội, Kinh tế và Môi trường; Trung tâm Luật Châu Á thuộc Trường Luật, Đại học Melbourne (2022). [International Conference Proceedings] Legalisation of same-sex marriage: A global perspective [[Biên bản Hội thảo Quốc tế] Hợp pháp hóa hôn nhân cùng giới: Một góc nhìn toàn cầu] (PDF) (bằng tiếng Anh). Hà Nội: Nhà xuất bản Khoa học xã hội. tr. 544. Bản gốc (PDF) lưu trữ ngày 3 tháng 8 năm 2024. Truy cập ngày 30 tháng 7 năm 2024.
- USAID; UNDP (tháng 10 năm 2015). The right to adoption of lesbian, gay, bisexual, and transgender people in Viet Nam [Quyền nuôi con nuôi của người đồng tính nữ, đồng tính nam, song tính và chuyển giới tại Việt Nam] (PDF) (bằng tiếng Anh). Hà Nội: Chương trình Phát triển của Liên Hợp Quốc. tr. 131. Bản gốc (PDF) lưu trữ ngày 3 tháng 8 năm 2024. Truy cập ngày 30 tháng 7 năm 2024 – qua Liên Hợp Quốc Việt Nam.
- J. F. M. Génibrel (1898).  Soạn tại Sài Gòn. Dictionnaire Annamite-Française (Đại Việt quốc âm Hán tự Pháp thích tập thành) [Từ điển Việt-Pháp]. Imprimerie de la Mission à Tân Ðịnh. OCLC 908365809.{{Chú thích sách}}:  Quản lý CS1: ref trùng mặc định (liên kết) Quản lý CS1: địa điểm thiếu nhà xuất bản (liên kết)
- Nguyễn Vỹ (1928). "Độc giả luận đàn: Cùng các bạn thanh niên học sinh". Quyển 115. Tiếng Dân.{{Chú thích báo}}:  Quản lý CS1: ref trùng mặc định (liên kết)
- Richard Quang-Anh Tran (2020). "Sexuality as Translation. Locating the "Queer" in a 1920s Vietnamese Debate" [Tính dục như một sự chuyển nghĩa. Định vị "Queer" trong cuộc tranh luận ở Việt Nam thập niên 1920] (PDF). Quyển 56. Annali di Ca’ Foscari. Serie orientale (xuất bản ngày 30 tháng 6 năm 2020). doi:10.30687/AnnOr/2385-3042/2020/56/014. ISSN 2385-3042. Truy cập ngày 6 tháng 2 năm 2023. {{Chú thích tạp chí}}: Chú thích magazine cần |magazine= (trợ giúp)Quản lý CS1: ref trùng mặc định (liên kết)
- Chương Dân (1930). "Những tục lạ về nam nữ ở thế gian" (PDF). Phụ nữ tân văn. Quyển 36. tr. 12.{{Chú thích tạp chí}}:  Quản lý CS1: ref trùng mặc định (liên kết)
- Đào Duy Anh (1932). Hán - Việt từ điển. nhà in báo Tiếng Dân (quyển Thượng) và nhà in Lê Văn Tân (quyển hạ), Nhà xuất bản Văn hóa Thông tin tái xuất bản năm 2005.{{Chú thích sách}}:  Quản lý CS1: ref trùng mặc định (liên kết) Quản lý CS1: địa điểm (liên kết) Quản lý CS1: địa điểm thiếu nhà xuất bản (liên kết)